# Åsen (Älvdalen)
Åsen is een plaats in de gemeente Älvdalen in het landschap Dalarna en de provincie Dalarnas län in Zweden. De plaats heeft 262 inwoners (2005) en een oppervlakte van 103 hectare.

## Verkeer en vervoer
Bij de plaats loopt de Riksväg 70.